# Cyril Toumanoff
Cyril Leo Heraclius, książę Toumanoff (ros.Кирилл Львович Туманов, ur. 13 października 1913, zm. 4 lutego 1997) – rosyjsko-amerykański historyk, mediewista, armenista, bizantynolog, iranista. Badacz dziejów i kultury Gruzji i Armenii.

## Życiorys
Pochodził z rosyjskiej rodziny o korzeniach gruzińskich. Rodzina w czasie rewolucji w Rosji udała się do USA. Tam Cyril podjął studia z zakresu historii (jego mistrzami byli: Robert Pierpont Blake i Nicholas Adontz). Doktorat obronił na Uniwersytecie Georgetown w 1943, następnie był profesorem tej uczelni.  Był konwertytą z prawosławia na rzymski katolicyzm (został kawalerem maltańskim). Zmarł w 1997 roku w Rzymie w wieku 83 lat, został pochowany w kaplicy Kawalerów Maltańskich na Campo Verano w Rzymie.Uchodził za uznany autorytetem w dziedzinie genealogii krajów kaukaskich.  Jego prace znacząco wpłynęły na zachodnie postrzeganie dziejów średniowiecznego Kaukazu.

## Wybrane publikacje
- On the Relationship between the Founder of the Empire of Trebizond and the Georgian Queen Thamar, "Speculum", 15 (1940).
- Medieval Georgian Historical Literature (VIIth-XVth Centuries), "Traditio" 1 (1943).
- The old Manuscript of the Georgian Annals: The Queen Anne Codex (QA) 1479-1495, "Traditio" 5 (1947)
- The Early Bagratids. remarks in connexion vith some recent publications, "Le Museon" 62 (1949).
- The Fifteenth-Century Bagratids and the institution of Collegial Sovereignty in Georgia, "Traditio" 7 (1949-1951)
- Christian Caucasia between Byzantium and Iran. New light from Old Sources, "Traditio" 10 (1954).
- La noblesse géorgienne sa genèse et sa structure, "Rivista Araldica", (1956).
- Chronology of the Kings of Abasgia and other problems, "Le Museon", 69 (1956)
- Caucasia and Byzantine studies, "Traditio" 12 (1956)
- The Bagratids of Iberia from the Eight to the Eleven Century, "Le Museon" 74 (1961)
- The dates of the Pseudo-Moses of Chorence, "Handes Amsorya", 75 (1961)
- Studies in Christian Caucasian History, Georgetown University Press (1963).
- The Cambridge Medieval History  t. IV i XIV Armenia and Georgia, 1966.
- Chronology of the Early Kings of Iberia, "Traditio" 25 (1969)
- The Mamikonids and the Liparitids, "Armeniaca Venise" (1969).
- The Third-Century Armenian Arsacids: A chronological and Genealogical Commentary, "Revue des études arméniennes" 6 (1969) s.  233-281.
- Caucasia and Byzantium, "Traditio" 27 (1971)
- L’Ordre de Malte dans l’Empire de Russie: Grand-Prieuré Catholique de Russie, "Rivista Araldica" (1973)
- Manuel de généalogie et de chronologie pour l’histoire de la Caucasie chrétienne (Arménie, Géorgie, Albanie, Rome 1976.
- Aransahikides ou Haykides ? Derniers rois de Siounie, "Handes Amsorya" (1976)
- Les Maisons Princières Géorgiennes de l’Empire de Russie, Rome 1983.
- The Albanian Royal Succession, "Le Museon" 97 (1984).
- The Social Myth: Introduction to Byzantinism, Rome 1984.
- Heraclids and the Arsacids, "Revue des études arméniennes" 19 (1985).
- Problems of Aransahikid Genealogy, "Le Museon" 98 (1985).
- Les dynasties de la Caucasie chrétienne de l’Antiquité jusqu’au XIX-e; Tables généalogiques et chronologiques, Rome 1990.